# Neoporteria clavata
Neoporteria clavata là một loài thực vật có hoa trong họ Cactaceae. Loài này được (Söhrens ex K. Schum.) Werderm. mô tả khoa học đầu tiên.